# OSC Bremerhaven
OSC Bremerhaven is een Duitse sportclub uit de stad Bremerhaven. De club is actief in 20 takken van sport waaronder American Football, atletiek, badminton, basketbal, dansen, handbal, jiu-jitsu, karate, schieten, tafeltennis, tennis, triathlon, turnen, voetbal en volleybal.

## Geschiedenis
De club werd in 1972 opgericht na een fusie van enkele clubs. Sportclub ATS Bremen werd al in 1859 opgericht. Andere clubs waren Polizei Sportverein en Judo-Klub. In 1974 sloot zich ook TuS Bremerhaven 93 bij de club aan.
In 1977 promoveerde de voetbalafdeling naar de Tweede Bundesliga, de op een na hoogste klasse in het profvoetbal. OSC Bremerhaven eindigde in het seizoen 1977-1978 op de een na laatste plaats in zijn reeks en degradeerde naar de Oberliga. In het seizoen 1979-1980 keerde de club terug in de Tweede Bundesliga, om echter direct weer te degraderen. In de loop der jaren zakte OSC Bremerhaven zelfs terug naar het zesde niveau. Begin jaren negentig verliet een deel van de club OSC en voegde zich bij VfB Lehe dat de naam FC Bremerhaven aannam.

## Eindklasseringen vanaf 1996
| Seizoen | Competitie          | Niveau | Eindstand | DFB Pokal | Opmerking                                                                   |
| ------- | ------------------- | ------ | --------- | --------- | --------------------------------------------------------------------------- |
| 1995/96 | Landesliga Bremen   | VI     | 2         | --        |                                                                             |
| 1996/97 | Verbandsliga Bremen | V      | 7         | --        |                                                                             |
| 1997/98 | Verbandsliga Bremen | V      | 6         | --        |                                                                             |
| 1998/99 | Verbandsliga Bremen | V      | 6         | --        |                                                                             |
| 1999/00 | Verbandsliga Bremen | V      | 5         | --        |                                                                             |
| 2000/01 | Verbandsliga Bremen | V      | 7         | --        |                                                                             |
| 2001/02 | Bremen-Liga         | V      | 5         | --        |                                                                             |
| 2002/03 | Bremen-Liga         | V      | 5         | --        |                                                                             |
| 2003/04 | Bremen-Liga         | V      | 3         | --        |                                                                             |
| 2004/05 | Bremen-Liga         | V      | 6         | --        |                                                                             |
| 2005/06 | Bremen-Liga         | V      | 7         | --        |                                                                             |
| 2006/07 | Bremen-Liga         | V      | 5         | --        |                                                                             |
| 2007/08 | Bremen-Liga         | V      | 5         | --        |                                                                             |
| 2008/09 | Bremen-Liga         | V      | 5         | --        |                                                                             |
| 2009/10 | Bremen-Liga         | V      | 3         | --        |                                                                             |
| 2010/11 | Bremen-Liga         | V      | 4         | --        |                                                                             |
| 2011/12 | Bremen-Liga         | V      | 7         | --        |                                                                             |
| 2012/13 | Bremen-Liga         | V      | 9         | --        |                                                                             |
| 2013/14 | Bremen-Liga         | V      | 9         | --        |                                                                             |
| 2014/15 | Bremen-Liga         | V      | 8         | --        |                                                                             |
| 2015/16 | Bremen-Liga         | V      | 14        | --        |                                                                             |
| 2016/17 | Bremen-Liga         | V      | 14        | --        |                                                                             |
| 2017/18 | Bremen-Liga         | V      | 13        | --        |                                                                             |
| 2018/19 | Bremen-Liga         | V      | 15        | --        | Degradatie o.b.v. slechter doelsaldo dan Bremer TS Neustadt                 |
| 2019/20 | Landesliga Bremen   | VI     | 1         | --        | competitie afgebroken i.v.m. coronapandemie                                 |
| 2020/21 | Bremen-Liga         | V      | --        | --        | Competitie afgebroken i.v.m. coronapandemie. Er wordt geen stand opgemaakt. |
| 2021/22 | Bremen-Liga         | V      | 3         | --        |                                                                             |
| 2022/23 | Bremen-Liga         | V      | 4         | --        |                                                                             |
| 2023/24 | Bremen-Liga         | V      | 3         | --        |                                                                             |
| 2024/25 | Bremen-Liga         | V      | 3         | --        |                                                                             |
| 2025/26 | Bremen-Liga         | V      | .         | --        |                                                                             |

## Bekende (oud-)spelers
- Wolfgang Rolff